# Calicium tricolor
Calicium tricolor је крстолики лишај који се налази на дрвећу у југозападном региону Западне Аустралије.